# François Aregnaudeau
François Aregnaudeau (a veces escrito "Aregneaudeau"  ) (Nantes, 22 de agosto de 1774 - desaparecido en su barco el Duc de Dantzing alrededor de 1812) fue un capitán y corsario francés.

## Carrera profesional
Aregnaudeau nació el 22 de agosto de 1774, hijo de Louis Aregnaudeau, un comerciante, y Catherine-Jacquette-Victoire Boivin.
Aregnaudeau comenzó su carrera en abril de 1793, a los 18 años, en el barco Sans-Culotte, un velero corsario de Nantes, al mando del capitán Plukett. Del 21 de diciembre de 1796 al 15 de mayo de 1797, estuvo al mando de Sans-Culotte con el rango de alférez de la Armada francesa.
Alrededor de julio de 1798, Aregnaudeau era el cuarto oficial del corsario Sandwich, al mando de Aimé Durand, participando en la captura de los barcos Marguerite, Bernstorff y Williams .
En 1799, al mando del Heureux Spéculateur, Aregnaudeau capturó varios barcos frente a Dartmouth, en particular dos transportes cargados con barras de hierro y tres buques mercantes valorados en 1,5 millones de francos.
En junio de 1803, Aregnaudeau tomó el mando de la corbeta Blonde de 550 toneladas, procedente de Burdeos, con 32 cañones (24 o veintiséis de 8 libras y 8 o seis de 6 libras). El 22 de julio de 1803, capturó al Culland's Grove, valorado en 2,5 millones de francos. Era un "barco adicional" para la Compañía Británica de las Indias Orientales y regresaba de Bengala con un cargamento valioso. Aregnaudeau el 3 de agosto lo llevó a ella y al Flirt, un antiguo bergantín de la Royal Navy convertido en un barco ballenero que regresaba a Londres desde Pasajes.
El 24 de febrero de 1804, el Blonde partió de Santander, España, y en los días siguientes capturó a los barcos Diana, Eclipse, Sally y Rebecca, Rollindson y Zephir .
El 24 de marzo de 1804, el Blonde se encontró con un convoy de ocho barcos escoltados por la corbeta Wolverine. Aregnaudeau atacó al Wolverine y le obligó a rendirse. Wolverine se hundió casi inmediatamente. Mientras la tripulación del Blonde estaba ocupada rescatando a los sobrevivientes, el convoy intentó escapar. Aun así, el Blonde logró capturar dos barcos, el Nelson y el Union. Denis Decrès ordenó que se honrara a los tripulantes más valientes del Blonde; Aregnaudeau recibió una espada de honor de mano de los comerciantes de Burdeos, y el 18 de julio de 1804 fue nombrado Caballero de la Legión de Honor.
El 16 de agosto de 1804, en las coordenadas 47°30′N 12°20′O / 47.500, -12.333, el Blonde se encontró con la fragata HMS Loire. Después de una persecución de 20 horas, incluida una pelea a pie de un cuarto de hora, durante la cual los británicos tuvieron un hombre muerto y cinco hombres heridos, y los franceses perdieron dos hombres muertos y cinco heridos. El HMS Loire llevó su premio a remolque a Plymouth, Inglaterra, donde los prisioneros fueron desembarcados el 31 de agosto.
Después de varios años en cautiverio, Aregnaudeau fue canjeado y reanudó su carrera en el barco corsario Actif, capturando un mercante estadounidense, y más tarde el bergantín Joséphine. En estos cruceros, Aregnaudeau capturódos barcos, uno valorado en 40.000 y el otro en 100.000 piastras.
En octubre de 1810, François Aregnaudeau asumió el mando del Duc de Dantzig (Duque de Dantzig). El 20 de noviembre capturó al barco Ceres, el 4 de diciembre a la nave británica Bonetta, y unos días después a la americana Cantone y la británica Jane en el golfo de México. Dañado por un mar embravecido, el Duc de Dantzig tuvo que arrojar sus armas por la borda para mantenerse a flote y regresar a puerto. Volvió a zarpar el 18 de junio de 1811 y llegó a Nueva York el 28 de agosto con un premio británico que el gobierno de los Estados Unidos confiscó. En octubre de 1811, Aregnaudeau había capturado al Planter, de Londres, al Tottenham y a una goleta española.
Se supo por última vez de Aregnaudeau y el duque de Dantzig el 13 de diciembre de 1811, cuando el corsario Gazelle llegó a Morlaix e informó sobre sus actividades.

## Barco fantasma
El destino del duque de Dantzig se convirtió en tema de especulación: se decía que había sucumbido a una fragata británica en un encuentro nocturno, o en un huracán. Un cuento fantástico, citado por Napoléon Gallois, afirma que una fragata francesa se encontró con un barco fantasma, una embarcación no tripulada a la deriva en el océano. Cuando un grupo de la fragata abordó el barco a la deriva para investigar, los abordadores encontraron que el barco estaba cubierto de charcos de sangre seca, con cadáveres putrefactos con heridas profundas crucificados en los mástiles y en la batería; papeles ensangrentados identificaron al naufragio como el Duc de Dantzig. Más sobriamente, el registro de barcos de los archivos marítimos dice "Duc de Dantzig, desaparecido a partir de 1813, presuntamente perdido con todas la tripulación".

## Familia
El 12 de mayo de 1798, Aregnaudeau se casó con Louise-Jeanne Briand. Tuvieron cinco hijos: 
- Aglaé (3 de diciembre de 1798 - 22 de enero de 1881)
- Émile (18 de febrero de 1800 - 10 de diciembre de 1860), que ascendió al rango de comandante de la Armada francesa y Caballero de la Legión de Honor
- Égérie (14 de enero de 1803 - ? )
- Amédée (24 de mayo de 1808 - 20 de julio de 1818)
- Jules (16 de enero de 1811 - ?), que murió en el Caribe mientras estaba al mando de un buque mercante de Marsella.[24]